# Il re dei pellirosse
Il re dei pellirosse (The Last of the Mohicans) è un film d'avventura statunitense del 1936 diretto da George B. Seitz e interpretato da Randolph Scott, Binnie Barnes e Henry Wilcoxon. È ispirato al romanzo L'ultimo dei Mohicani di James Fenimore Cooper del 1826.
La versione del 1992, scritta e diretta da Michael Mann, si rifece molto più a questa pellicola che non al romanzo originale. Per questa ragione gli sceneggiatori John L. Balderston, Daniel Moore e Paul Perez vennero accreditati nel film di Mann, che tuttavia riporta diverse modifiche rispetto a quest'opera. Il film è uscito in DVD col titolo Il re dei pellirosse - L'ultimo dei Mohicani.

## Trama
Durante la guerra franco-indiana Alice e Cora, le due figlie del colonnello inglese Munro, comandante di un forte britannico, partono da Albany per unirsi al padre. Sono scortate dal maggiore Duncan Heyward, che è innamorato di Alice da molto tempo, e dall'Urone Magua. Questi è segretamente un nemico degli inglesi e li tradisce, ma vengono salvati da uno scout coloniale di nome Occhio di Falco e dai suoi amici, gli ultimi due membri della tribù dei Mohicani, Chingachgook e suo figlio Uncas. Sulla via del forte, Uncas si innamora di Cora, che ricambia timidamente il sentimento, mentre Occhio di Falco e Alice sono attratti l'un l'altro.
Il forte è assediato dai francesi sotto il comando del generale Montcalm e i loro alleati indiani. Occhio di Falco si insinua di notte e sente per caso i piani infidi di Magua per razziare gli insediamenti coloniali non protetti. Il colonnello Munro si rifiuta di accettare la parola di Occhio di Falco senza prove e proibisce ai soldati coloniali di andare a proteggere i loro cari. Occhio di Falco ordina lo stesso agli uomini di partire, ma rimane indietro, così Munro non ha altra scelta che condannarlo a morte per le sue azioni. Magua incita i suoi uomini ad attaccare il forte, per prevenire un accordo tra Montcalm e Munro che permetterebbe agli inglesi di cedere il forte pacificamente in cambio della loro vita. Prima che Montcalm possa fermare i combattimenti, Munro viene ferito a morte e le sue figlie vengono rapite da Magua e da una piccola banda dei suoi sostenitori. Magua dice alle donne che Cora diventerà la sua squaw, e Alice sarà bruciata viva.
Occhio di Falco e i suoi amici partono all'inseguimento insieme al maggiore Heyward. Quando raggiungono un fiume sono costretti a dividersi. Occhio di Falco e Chingachgook cercano a valle, Heyward e Uncas a monte. Uncas riprende il cammino e, non volendo aspettare gli altri, si affretta da solo. Riesce a liberare Cora, ma rimangono intrappolati in cima a una scogliera. Uncas uccide un uomo degli Uroni, ma Magua lo uccide e lo getta in fondo alla scogliera. Piuttosto che diventare la donna di Magua, Cora, sconvolta, sceglie di seguire l'amato Uncas e si getta anch'essa dalla rupe. Il morente Uncas si trascina verso il suo corpo senza vita e le prende la mano prima di soccombere. Chingachgook arriva e sfida Magua a combattere uno contro uno. Occhio di Falco impedisce a Heyward di interferire, e così Chinachgook uccide Magua nel fiume.
Nel frattempo, Alice viene portata in un insediamento nemico per essere bruciata sul rogo. Occhio di Falco manda Chingachgook a fare la guardia, poi dice a Heyward che intende sacrificarsi in cambio di Alice. Heyward si offre di sacrificare se stesso, ma Occhio di Falco gli dice che gli indiani non scambieranno Alice per un ufficiale britannico che non conoscono. Deve essere un guerriero nemico che rispettano altamente, e Occhio di Falco incontra quella descrizione, ma Heyward stordice Occhio di Falco e si prende i suoi vestiti, perché il nemico non conosce il suo aspetto. Heyward entra nel campo nemico e contratta per il rilascio di Alice, mentre Occhio di Falco si sveglia e lo segue. Di fronte a due uomini che sostengono di essere Occhio di Falco, il capo nemico decide che il vincitore di un concorso di tiro con l'arco sarà quello vero. Occhio di Falco vince e prima che se ne vada, Alice lo bacia. Poi l'uomo è legato a un palo e il bosco attorno a lui è dato alle fiamme. Alice e gli altri incontrano una forza di soccorso britannica guidata dal generale Abercrombie, poi attaccano il campo nemico e liberano Occhio di Falco.
Occhio di Falco affronta una corte marziale, ma Heyward lo scagione da tutte le accuse, così egli si arruola nell'esercito britannico e parte con loro per attaccare il Canada. Alice gli dice che lo aspetterà ad Albany.